# 射鵰英雄傳 (2008年電視劇)
《射雕英雄传》是一部2008年首播的中国大陆古装武侠剧，改编自香港著名作家金庸所著同名武侠小说《射雕英雄传》，本剧由上海电影（集团）公司、上海步升大风音乐文化传播有限公司和唐人影视联合出品，香港知名导演李国立执导，并由胡歌、林依晨、袁弘、刘诗诗等人领衔主演。尽管同之前的版本一样都是基于第二版（大陆称为三联版）拍摄，但本剧在剧情上改动不小，故事較原著有許多改動。

## 劇情介紹
故事是以南宋，金朝，蒙古帝國的對峙作為背景。由於宋朝的持續腐敗，金朝不斷入侵，蒙古帝國的可汗鐵木真表面上想與宋結盟反金，但暗地裡陰謀侵略一統江山的野心。武林至寶「九陰真經」和「武穆遺書」成為人們匡扶大宋江山、追求武學顛峰的寄託和目標。東邪、西毒、南帝、北丐、中神通五大絕世高手，以及全真派、丐幫、鐵掌幫等數大門派紛紛捲入其中……
南宋中年，梁山泊一百零八好漢之一的地祐星「賽仁貴」郭盛之後代，郭靖，承母命跟隨眾恩師「江南七怪」和「全真七子」之一「丹陽子」馬鈺尋找殺父仇人以及結義兄弟楊康。他偶遇當今武林五絕高手之一「東邪」黃藥師的女兒，黃蓉，兩人一見傾心，結伴闖蕩江湖。自成長於蒙古草原中純樸憨厚的郭靖，在祖國親身體驗中原風物，受文化熏陶，對故土漸漸有強烈地愛國之心。在黃蓉的扶助下，為人厚道的郭靖遍識天下高人：拜「北丐」洪七公為師，與「中神通」王重陽的師弟周伯通結義，聽黃蓉之父銷魂蝕骨的簫聲，見「南帝」段智興救死扶傷的功夫，無數次先後與「西毒」歐陽鋒及「鐵掌水上飄」裘千仞拼死搏擊，又和「神算子」劉瑛作對，習得「降龍十八掌」、「空明拳」、和「雙手互搏」這三大神功。在機緣巧合下，郭靖又得「九陰真經」與「武穆遺書」，使得郭靖的武功、心志、人品不斷與時俱進，成為武功絕頂的大俠和卓越軍事家。同時，他與楊康相逢後，兄弟倆還發現郭楊兩家十八年前在牛家村悲劇背後的真相，誓要為兩家長輩報仇雪恨。率領大軍滅金朝及花剌子模兩國，承亡母之教，華山論劍，質詢鐵木真何謂英雄，及與黃蓉成婚後，郭靖致力於自己的一生領導宋朝軍民捍衛家園，救襄陽國難，抵抗外族侵略，成了充滿浩然正氣的民族英雄，以『為國為民，俠之大者』為人生目標。
一代名門忠良楊家將之後裔，楊康，出生後被金室趙王爺完顏洪烈收養，徘徊在正邪之間。在得知自己的身世後，與義兄郭靖發現他的養父其實是致自己與家人和郭家一生不幸的仇敵。他與生父及義妹穆念慈相聚，楊康也和念慈彼此相愛。雖然楊康承認自己的身世，但父母去世後為人聰明並驕縱傲慢的他仍貪戀富貴及絕世武學，甚至想證明自己比郭靖強，認為自己任何條件都比他高，欲要像其義兄成為武功可與五絕高手並駕齊驅的絕頂高手，雖然起先拜「全真七子」之一「長春子」丘處機為師，但暗地裡，他向「黑風雙煞」之一「鐵屍」梅超風討教武功，習得「九陰白骨爪」和「摧心掌」這兩套魔功。他不斷玩弄機巧，傷人害命，直到最後懺悔其行為。楊康終於明白，為何天下高手都對郭靖另眼相看，爭相傳授絕世武功；郭靖仁厚、簡單、善良及真誠，而他自己則自恃聰明，心機太重，機關算盡，無法取得他人的信任，致他自己的際遇永遠及不上郭靖。在花剌子模與郭靖向完顏洪烈報郭楊兩家之仇及比武後，楊康返回他愛妻和剛出生兒子的身邊。因仍對郭靖敦厚的表現自愧不如，楊康希望他兒子不會因為自私而重蹈自己的後塵，以及預感他將命不久矣，要念慈在將來必須對他們的兒子妥善管教，成為一個正直有為的人。數月後，在郭靖和黃蓉返回牛家村時，楊康已被仇家所殺，留下念慈等孤兒寡母。為楊康悲痛的郭靖、黃蓉、和穆念慈將其子取名為「楊過」，字改之，希望他將來會承他父親的遺願，『有過必改，力行仁義』。
郭靖、黃蓉兩人與穆念慈母子告別後，懷著悲感的心情共走天下，不知世間何時能夠太平。

## 劇情變動
- 在原著小說中表示，在荷塘村發生瘟疫之前，穆念慈她家有四個兄長。但這劇的閃回顯示她家只有她父母以及其母親懷著她，便表明她是一個獨生女。
- 剧中增加了杨康幼年时完颜洪烈与丘处机打赌的情节，完顏洪烈知道丘处机所有武功中枪法最弱，故意与他比试枪法，最后丘处机因落败只得答应不告知杨康身世。
- 楊鐵心難以接受妻子的改嫁和兒子的性情乖僻，以及自己因過去的逞英雄讓妻兒從完顏洪烈受盡委屈而內疚掙扎，造成他們關係之困擾。
- 楊康接受自己的生父和漢族身份，甚至感到驕傲是一個名滿天下楊家將後裔，在十天時與楊鐵心和母親包惜弱及義妹穆念慈相聚。
- 歐陽克知道自己是歐陽鋒的親子，與歐陽鋒在明霞島上相聚。
- 欧阳克从欧阳锋处学会蛤蟆功，原著中欧阳锋一般不外传蛤蟆功，也未传授给亲子欧阳克，只在原著续作《神雕侠侣》中神智不清的状态下传授给杨过。
- 楊鐵心傳授郭靖和楊康郭楊兩家本門功夫(「並畫戟法」和「楊家槍法」)，最終郭靖與楊康以兩家武功在花剌子模都城撒馬爾罕比武。
- 楊鐵心和包惜弱死在完顏洪烈的亂箭下，與原著中兩人死於自殺不同。
- 因預算問題，漁樵耕讀、程瑤迦等人劇情遭刪減。
- 歐陽克愛上穆念慈，與楊康引起三角關係，與原著中追求黃蓉不同。歐陽克與楊康為穆念慈在鬥爭的過程中，歐陽克由穆念慈的愛輸給楊康在加上似乎沒有從他父親歐陽鋒取得認可，恥於活在這些現實，最後甘願死在楊康的匕首下。
- 李萍會見黃蓉，把郭家的馴馬功夫傳授予她，承認黃蓉是她的兒媳婦。
- 完顏洪烈被郭靖和楊康在撒馬爾罕圍困，最終被楊康所刺後迫死以報郭楊兩家之仇，亦沒被鐵木真下令所殺。
- 周伯通和劉瑛在華山重聚，沒有再次分開，也較早原諒裘千仞。
- 楊康改邪歸正，居於牛家村，與穆念慈撫養兒子楊過數月。最後為保護妻兒及贖罪甘心死在歐陽鋒掌下，死得安祥後被穆念慈收屍，與原著中在嘉興王鐵槍廟內因襲擊黃蓉而身中劇毒而死，死後被一群烏鴉啄食屍身不同。（这一改编使得原著续作《神雕侠侣》中杨过长期误以郭靖、黄蓉为杀父仇人而意欲报仇、後來聽到柯镇恶、沙通天、彭连虎描述杨康之死细节及生前为人后才明白真相放弃报仇等剧情无法成立。）

## 角色

### 主角成員
| 演員   | 角色   | 配音                   | 粵配   | 粵配   |
| 演員   | 角色   | 配音                   | 廣州臺 | TVB    |
| 胡 歌  | 郭 靖  | 胡歌、謝添天【小部分】 | 陳健豪 | 曹啟謙 |
| 林依晨 | 黃 蓉  | 黄怡晴                 | 鄧潔麗 | 張頌欣 |
| 袁 弘  | 楊 康  | 沈 磊                  | 楊耀泰 | 黃啟昌 |
| 劉詩詩 | 穆念慈 | 杨梦露                 | 莊巧兒 | 程文意 |

### 臨安牛家村
| 演員   | 角色   | 配音   | 粵配   | 粵配   |
| 演員   | 角色   | 配音   | 廣州臺 | TVB    |
| 任天野 | 郭嘯天 |        | 杨耀泰 | 雷 霆  |
| 伍宇娟 | 李 萍  | 張 惠  | 龙德琼 | 雷碧娜 |
| 翁家明 | 楊鐵心 |        |        | 劉昭文 |
| 周海媚 | 包惜弱 | 馮駿驊 | 刘惠云 | 曾秀清 |

### 全真派
| 演員   | 角色   | 配音   | 粵配   | 粵配   |
| 演員   | 角色   | 配音   | 廣州臺 | TVB    |
| 姬麒麟 | 王重陽 | 王肖兵 | 黃志明 | 林保全 |
| 李 彧  | 周伯通 | 劉 欽  | 杨耀泰 | 林保全 |
| 趙毅   | 丘處機 |        | 叶伟麟 | 潘文柏 |
| 楊 藝  | 馬 鈺  |        | 黄志成 |        |
| 陽 光  | 王處一 |        | 黄志成 | 陳曙光 |
| 劉建偉 | 譚處端 |        |        |        |
| 龔志璽 | 劉處玄 |        |        |        |
| 徐小明 | 郝大通 |        |        |        |
| 邱 姿  | 孫不二 |        |        |        |
| 宋 洋  | 尹志平 |        |        | 李致林 |

### 江南七怪
| 演員   | 角色   | 配音   | 粵配   | 粵配   |
| 演員   | 角色   | 配音   | 廣州臺 | TVB    |
| 鄧立民 | 柯鎮惡 | 劉 彬  | 黃志明 | 梁志達 |
| 金 糧  | 朱 聰  |        | 李家輝 | 李錦綸 |
| 郭明爾 | 韓寶駒 |        |        | 馮錦堂 |
| 韓 志  | 南希仁 |        |        | 葉振聲 |
| 王正權 | 全金發 | 謝添天 |        | 張錦江 |
| 陳 剛  | 張阿生 |        |        | 陳永信 |
| 何思融 | 韓小瑩 | 黃 鶯  | 蔡雁红 | 馬小靈 |

### 桃花島
| 演員   | 角色   | 配音   | 粵配   | 粵配   |
| 演員   | 角色   | 配音   | 廣州臺 | TVB    |
| 黃秋生 | 黃藥師 | 徐 敏  | 李家輝 | 招世亮 |
| 王曉晨 | 馮 衡  | 馮駿驊 | 刘惠云 | 梁少霞 |
| 王雲超 | 陳玄風 |        |        |        |
| 孔 維  | 梅超風 | 范楚絨 | 莊巧兒 | 黃玉娟 |
| 王莎莎 | 傻 姑  | 馮駿驊 |        | 何璐怡 |

### 白駝山
| 演員   | 角色       | 配音   | 粵配   | 粵配   |
| 演員   | 角色       | 配音   | 廣州臺 | TVB    |
| 徐錦江 | 歐陽鋒     | 袁國慶 | 黃志明 | 張炳強 |
| 李 解  | 歐陽克     | 夏 磊  | 叶伟麟 | 陳廷軒 |
| 魏賢玲 | 克女弟子甲 |        |        |        |
| 應潔雅 | 克女弟子乙 |        |        |        |
| 魏翠萍 | 克女弟子丙 |        |        |        |
| 夏 菁  | 克女弟子丁 |        |        |        |

### 大理
| 演員   | 角色     | 配音   | 粵配   | 粵配   |
| 演員   | 角色     | 配音   | 廣州臺 | TVB    |
| 肖榮生 | 一燈大師 | 符 沖  | 叶伟麟 | 盧國權 |
| 劉立淇 | 瑛 姑    | 范楚絨 |        | 曾佩儀 |
| 張衡平 | 點蒼漁隱 |        |        |        |
| 謝 林  | 樵 夫    |        |        |        |
| 馬 飛  | 武三通   |        |        |        |
| 張 弓  | 朱子柳   |        |        |        |
| 候 傑  | 天竺和尚 |        |        |        |

### 丐幫
| 演員   | 角色   | 配音   | 粵配   | 粵配   |
| 演員   | 角色   | 配音   | 廣州臺 | TVB    |
| 梁家仁 | 洪七公 | 李傳纓 | 黄志成 | 譚炳文 |
| 張柏俊 | 魯有腳 |        | 叶伟麟 |        |
| 趙恩全 | 梁長老 |        |        |        |
| 金有名 | 簡長老 |        |        |        |
| 史濟普 | 彭長老 |        |        |        |

### 大金
| 演員   | 角色     | 配音   | 粵配   | 粵配   |
| 演員   | 角色     | 配音   | 廣州臺 | TVB    |
| 郭 亮  | 完顏洪烈 | 郭易峰 | 李家輝 | 翟耀輝 |
| 徐 鳴  | 沙通天   |        |        |        |
| 老 皮  | 彭連虎   |        |        |        |
| 過齊鳴 | 梁子翁   |        |        |        |
| 杜鴻君 | 侯通海   |        |        |        |
| 李慶祥 | 靈智上人 |        |        |        |
| 于子寬 | 金章宗   |        |        |        |

### 蒙古
| 演員   | 角色   | 配音   | 粵配   | 粵配   |
| 演員   | 角色   | 配音   | 廣州臺 | TVB    |
| 巴 音  | 鐵木真 | 王肖兵 | 黄志成 | 黃子敬 |
| 謝 娜  | 華 箏  | 馮駿驊 | 蔡雁红 | 鄭麗麗 |
| 許聖楠 | 拖 雷  | 謝添天 |        | 伍博民 |
| 譚建昌 | 哲 別  |        |        |        |
| 李 遠  | 朮 赤  |        |        |        |
| 於金聖 | 窩闊台 |        |        |        |
| 百全寶 | 察合台 |        |        |        |
| 嚴洪志 | 扎木合 |        |        |        |
| 李宏偉 | 赤老溫 |        |        |        |
| 劉 軍  | 木華黎 |        |        |        |
| 劉氈新 | 博爾朮 |        |        |        |

### 黃河四鬼
| 演員   | 角色   | 配音 | 粵配   | 粵配 |
| 演員   | 角色   | 配音 | 廣州臺 | TVB  |
| 周 仲  | 沈青剛 |      |        |      |
| 張兆玉 | 錢青健 |      |        |      |
| 王德宇 | 吳青烈 |      |        |      |
| 袁 珉  | 馬青雄 |      |        |      |

### 歸雲莊
| 演員   | 角色   | 配音 | 粵配   | 粵配   |
| 演員   | 角色   | 配音 | 廣州臺 | TVB    |
| 楊一凡 | 陸乘風 |      |        | 林保全 |
| 应昊茗 | 陸冠英 |      |        |        |

### 其他角色成員
| 演員   | 角色          | 配音   | 粵配   | 粵配   |
| 演員   | 角色          | 配音   | 廣州臺 | TVB    |
| 王建國 | 裘千仞/裘千丈 | 王肖兵 | 黃志明 | 陳永信 |
| 盧 勇  | 段天德        |        |        | 朱子聰 |
| 肖 兵  | 張 三         |        |        |        |
| 婁亞江 | 協 彬         |        |        |        |
| 黃 偉  | 堅 城         |        |        |        |
| 薛 劍  | 衛 城         |        |        |        |
| 吳 刊  | 吉 馬         |        |        |        |
| 韓木頓 | 樂 樂         |        |        |        |
| 楊小強 | 黎 生         |        |        |        |
| 房振華 | 余兆興        |        |        |        |
| 何彦霓 | 施姬姬        |        |        |        |
| 田 野  | 歐陽剛        |        |        |        |
| 于 雷  | 史彌遠        |        |        |        |
| 程 泓  | 黃 裳         |        |        |        |
| 孫 強  | 百夫長        |        |        |        |
| 安瑞雲 | 摩柯末        |        |        |        |
| 陳潘晶 | 琴            |        |        |        |
| 沈 天  | 棋            |        |        |        |
| 李 菲  | 書            |        |        |        |
| 龍 欣  | 畫            |        |        |        |
| 陳靖宇 | 花剌王子      |        |        |        |

(原版配音導演：馮駿驊)

## 電視原聲
| 曲序 | 曲目               |        | 作曲   | 编曲       | 演唱   |
| ---- | ------------------ | ------ | ------ | ---------- | ------ |
| 1.   | 英雄寞（主題曲）   | 林 喬  | 金大洲 | 黃丹儀     | 鄭中基 |
| 2.   | 烏雲然（片尾曲）   | 薛振華 | 薛振華 | 彭 程      | 胡 歌  |
| 3.   | 我只能愛你（插曲） | 孫 藝  | 金滸炫 | 鄭 梅      | 彭 青  |
| 4.   | 英雄道（插曲）     | 林 夕  | 舞     | 舞、黃丹儀 | 蘇永康 |

## 片尾曲的爭議
- 本片於2009年11月在台灣電視台播出時，片尾曲一度因版權問題（也有一說是為了要宣傳本地歌手的主打新歌）被改成黃思婷主唱的〈心路〉，引起台灣部分觀眾的不滿。該官方於11月10日當天接獲觀眾的意見後，隔日即按照要求下改回原本的片尾曲。
- 此外當時有網友指出：〈心路〉這首歌早已使用在之前《封神榜之武王伐紂》和《少林武僧》（少林僧兵）的片尾曲上。

## 軼事
全剧以南宋时期为背景，讲述了男主人公郭靖作为遗腹子出生于蒙古草原，长大后回到中原，在先后结识众多武林高手的同时习得一身绝世武功，最终与蒙古帝国决裂，转而与自己的爱人一起为宋廷镇守襄阳，成为一代大侠。
本剧于2006年7月24日在浙江横店影视城正式开机，仅拍摄了一个多月便因主演胡歌在8月底遭遇车祸身受重伤而被迫停机。时隔一年后，该剧于2007年8月31日重新开机，历时近五个月、辗转多地拍摄后至次年1月18日终于杀青关机。2008年7月19日，本剧在厦门电视台影视频道全国首播，2009年2月2日在重庆、内蒙古、安徽三家卫视（前两家为黄金档，安徽为午夜档）上星播出。台灣OTT由LiTV 線上影視全劇上架。

## 製作

孫興和梁家仁在本劇分別扮演洪七公。

- 胡歌在2006年8月29日駕車從橫店到上海的高速公路上捲入了一場車禍，連續劇的拍攝因等候他的傷勢恢復而被推遲。由於等候胡歌的身體復原，製作人開始了一個新電視劇項目《聊齋奇女子》，以確保機組人員在等待恢復製作時的工作。
- 孫興最初投扮演洪七公但後來改為由梁家仁，孫興拍攝過一些場景，後梁家仁接替重拍[10]。
- 該連續劇的宋軍服飾原是為《少年楊家將》製作所作出。該劇的蒙古軍服飾後來在電視連續劇《天涯織女》重用。
- 劉詩詩後在張紀中製作《倚天屠龍記》客串扮演黃衫女子，是穆念慈和楊康從楊過一脈的後裔。

## 週邊產品
| 年份   | 書名                        | 作者                 | 出版社   | ISBN               |
| ------ | --------------------------- | -------------------- | -------- | ------------------ |
| 2009年 | 《射雕英雄傳.經典寫真記實》 | 唐人電影國際有限公司 | 捷徑文化 | ISBN 9789866763816 |

## 收視率

### 台灣台視
| 播映日期                 | 週數 | 平均收視率 | 排名 | 備註                                                                                  |
| ------------------------ | ---- | ---------- | ---- | ------------------------------------------------------------------------------------- |
| 2009年12月7日－12月11日  | 5    | 2.25       | 3    | 收視率打破中視神雕侠侣 2006過後古裝劇3年來收視率不好收視率紀錄 12月9日平均收視率2.36% |
| 2009年12月14日－12月17日 | 6    | 2.46       | 3    | 收視率再創中視神雕侠侣 2006過後古裝劇的收視率新高紀錄 新高紀錄                        |
| 平均收視率               | -    |            | -    |                                                                                       |

## 外部連結
- 《射雕英雄传》新浪专题 （页面存档备份，存于）（简体中文）
- 56網《射鵰英雄傳》網頁[永久]（简体中文）
- 香港無線電視《射鵰英雄傳》網頁 （页面存档备份，存于）（繁體中文）
- 台視《射鵰英雄傳》網頁 （页面存档备份，存于）（繁體中文）
- 八大電視《射鵰英雄傳》網頁（繁體中文）
- 緯來電視網《射鵰英雄傳》網頁 （页面存档备份，存于）（繁體中文）

| 新加坡 新传媒U频道 星期六至星期天 19：30-21：30                                  | 新加坡 新传媒U频道 星期六至星期天 19：30-21：30 | 新加坡 新传媒U频道 星期六至星期天 19：30-21：30 |
| -------------------------------------------------------------------------------- | ----------------------------------------------- | ----------------------------------------------- |
|                                                                                  | 射鵰英雄傳 （2009.2.14 - 2009.5.24）            |                                                 |
| 赤子之心 （2008.12.6 - 2009.2.8）                                                | 綜藝大哥大                                      |                                                 |
| 香港 高清翡翠台 週一至週五 高清劇場 下午13：15至14：15（其他重播時段請參見這裡） |                                                 |                                                 |
| 講數阿姐之贖金風暴 （2009.6.25 - 2009.6.26）                                     | 射鵰英雄傳 （2009.6.29 - 2009.8.21）            | 一枝梅 （2009.8.24 - 2009.9.22）                |
| 香港 翡翠台 週一至週五 上午10：30至11：30                                        |                                                 |                                                 |
| —                                                                                | 射鵰英雄傳 （2012.1.3 - 2012.3.1）              | 泡沫之夏 （2012.3.2 - 2012.4.5）                |
| 台灣 台視主頻 星期一至四 20：00-22：00                                           |                                                 |                                                 |
| 少林武僧 （2009.10.14-2009.11.9）                                                | 射鵰英雄傳 （2009.11.10-2009.12.17）            | 嘉慶君遊台灣 （2009.12.21-2010.02.10）          |
| 台灣 八大第一台 星期一至五 19:00 - 20:00                                         |                                                 |                                                 |
| 小魚兒與花無缺 (2013.09.10 - 2013.11.04)                                         | 射雕英雄傳 (2013.11.05 - 2014.01.07)            | 新還珠格格 (2014.01.10- 2014.05.28)             |
| 台灣 緯來育樂台 星期六、日 20:00 - 22:00                                         |                                                 |                                                 |
| 青天衙門 (2015.10.15 - 2016.01.23)                                               | 射雕英雄傳 (2016.01.24 - 2016.07.17)            | 新水滸傳 (2016.07.23 - 2016.08.13)              |